# 友田信号場
友田信号場（ともだしんごうじょう）は、かつて東海道本線にあった信号場である。1903年（明治36年）に複線化された金谷 - 堀之内（現在の菊川）間の金谷から4.8 km、堀ノ内から4.5 kmの位置（現在の静岡県菊川市倉沢）に1907年（明治40年）3月14日に設置され、1949年（昭和24年）7月12日に廃止された。上り線に沿ってスイッチバックする引き込み線を設け、待避線として用いた。跡地には引き込み線跡の築堤が残る。

## 歴史
- 1907年（明治40年）3月14日：金谷 - 堀之内（現在の菊川）間に開設[1]。
- 1949年（昭和24年）7月12日：廃止[1]。

## 周辺
農地が多いが、当信号所跡付近は茶畑として茶の栽培を行う所が多い。静岡県道79号線との間には東海道新幹線が通っているが、当信号所跡付近はトンネルとなっているため、列車の観察をすることはできない。なお、当項では信号所廃止後の施設や道路の解説を行う。
- 下倉沢茶農協 - 茶業の倉庫。
- 流通サービス 事業所[3]
- 子安観音
- 倉沢農村公園
- 倉沢津嶋神社
- 静岡県道79号吉田大東線
- 静岡県道234号吉沢金谷線

## 跡地
信号場があった当時の遺構はほぼ残っていないが、引き込み線跡にある築堤がそれに該当する。

## 隣の駅
東海道本線
金谷駅 - 友田信号場 - 堀之内駅
- 堀之内駅は1956年（昭和31年）4月10日に菊川駅へ改称した。